# Plynový kotel
Plynový kotel je druh topného kotle, v němž se spalováním plynných paliv vyvíjí teplo, kterým se ohřívá teplonosná látka (voda nebo nemrznoucí kapalina). Plynové kotle jsou vhodné pro domácnosti i pro jiné rozsáhlejší budovy. Jejich výhodou je schopnost úsporně vytápět zvolený prostor a také úsporně ohřívat vodu. Vytápění plynovým kotlem patří k ekologickému a efektivnímu způsobu vytápění. V kotlech se topí zemním plynem, propanem nebo propan-butanem. Regulaci a provoz kotle zajišťuje moderní elektronická řídící jednotka. Právě plyn a propan spolu s naftou a benzínem patří k těm nejvýhřevnějším palivům.

## Princip plynového kotle
Kotel při spalování plynu ohřívá ve výměníku teplonosnou látku, která je dále rozvedena do radiátorů nebo jiných topidel. Jakmile klesne teplota v místnosti pod určenou hodnotu, sepne termostat plynový kotel, který ohřeje další vodu. Vše může pracovat v plně automatickém režimu.

## Základní dělení kotlů

### Stacionární a závěsné kotle
Plynové kotle se dělí na stacionární a závěsné. Stacionární kotle nacházejí své uplatnění např. v kotelnách, kde nahrazují původní kotle na pevná paliva. Není u nich kladen důraz na vzhled, ani velikost. Závěsné kotle, které jsou oproti stacionárním menší a často s lepším designem, se uplatňují i v běžných domácnostech.

### Klasické a kondenzační plynové kotle
Dále se kotle dělí na klasické plynové kotle a kondenzační plynové kotle. Kondenzační kotel se od normálního kotle liší tím, že dokáže využít i část energie, kterou by jinak kotel ztratil. Při spalování plynu vzniká v kotli chemickou reakcí určité množství vody v podobě vodní páry. Ta spolu s oxidem uhličitým a dalšími produkty hoření tvoří spaliny a je odváděna z kotle komínem do ovzduší. Jenže kondenzační kotle dokážou využít i kondenzační teplo této páry. Umožňuje to jejich pracovní teplota, která je nižší než teplota varu vody za běžného tlaku. Jestliže se spaliny ochladí pod teplotu svého rosného bodu, dojde ke změně skupenství, ke kondenzaci obsažené vodní páry ve výměníku a k dodatečnému ohřátí topné vody. Díky tomuto procesu dosahuje teoreticky normativního využití až 108 % a spotřeba plynu může klesnout až o 20 %. Cena kondenzačního kotle je však mnohdy až dvakrát vyšší než cena klasického kotle.

## Výhody a nevýhody plynových kotlů

### Výhody
- Při spalování zemního plynu nevznikají žádné nespálené částice (prach, saze), které jsou v současnosti největším problémem čistoty ovzduší v ČR.
- Při spalování zemního plynu nevznikají vysoce nebezpečné dioxiny a furany jako je tomu u spalování uhlí a biomasy.
- Emise oxidu uhelnatého jsou při pravidelných revizích kotle a komína minimální.
- Emise oxidů dusíku a hlavního skleníkového plynu CO2 jsou na úrovni 25–50 % emisí vznikajících při spalování uhlí, topného oleje nebo biomasy.
- Zemního plynu je na Zemi dostatek a budováním a propojováním sítě páteřních plynovodů a podzemních zásobníků se zvyšuje jeho dostupnost bezpečnost dodávek.
- Účinnost využití energetického obsahu je díky pokrokové technologii a dokonalé regulaci u moderních spotřebičů výrazně vyšší než u ostatních neobnovitelných i obnovitelných zdrojů.
- Pokud je topná soustava správně navržená, je možné k plynovému kotli připojit i doplňkový zdroj tepla.[5]
- Výhody uvedené u zemního plynu zůstávají zachovány i u zkapalněných plynů (propan, propan-butan). Ty je pak možné použít i tam, kde není dostupný zemní plyn.[6]
- Nenáročnost obsluhy, majiteli odpadne skládání uhlí, pravidelné přikládání nebo vynášení žhavého popela. Zbaví se i starostí s každoročním nakupováním paliva či se skladovacími prostory.[7]

### Nevýhody
- Vysoká pořizovací cena zejména u kondenzačních kotlů.
- Při použití propanu nebo propan-butanu je nutné mít jejich samostatný zásobník. Ten vyžaduje ochrannou zónu, která omezuje pohyb na pozemku. Jeho umístění a zavedení tedy představuje další investici, která spolu s vyšší cenou použitých plynů zvyšuje pořizovací a provozní cenu tohoto řešení. [8]
- K pořizovací ceně je nutné připočítat také cenu stavby nebo vložkování komína, aby byl odolný vůči kondenzátu.[9] Pokud komín v budově není, za určitých podmínek je možné kotel odkouřit přes fasádu.[7] Nutné je i napojení na kanalizaci, kam odtékají litry kondenzátu za den.
- Opravy kondenzačních kotlů jsou nákladnější než u ostatních druhů kotlů.[9]
- Nutnost před každou topnou sezónou nechat plynový kotel vyčistit. Na jeho výměníku se usazuje prach, stejně tak by měl procházet pravidelnými jednoročními revizemi[10]. Při každém spalování plynu vzniká i nebezpečný oxid uhelnatý. Jeho množství stoupá při nedokonalém spalování. Plynové spaliny nejsou cítit (na rozdíl od kouře ze dřeva či uhlí).  Plynový kotel musí mít zajištěný dostatečný přísun vzduchu a odkouření do komína, který také podléhá pravidelným revizím. Vhodné je si pořídit čidlo úniku CO, které dokáže včas varovat v případě poruchy kotle/komína.[3]
- Staré plynové kotle bývají po provedení zateplení objektu předimenzované. Spínají častěji, což vede k větší spotřebě zemního plynu a vyšším tepelným ztrátám komínem. Řešením může být ke starému plynovému kotli instalovat akumulační nádrž nebo takový kotel vyměnit za nový kondenzační.[11]

## Zákaz prodeje klasických plynových kotlů
Podle opatření, které vychází z nařízení č. 813/2013, nesmí být po 26. září 2015 uváděny na trh kotle na zemní plyn se jmenovitým výkonem do 70 kW, jejichž sezónní energická účinnost vytápění je nižší než 86 %. To pak vyřazuje všechny klasické kotle a na trh mohou být uváděny pouze kondenzační plynové kotle. Klasické kotle lze samozřejmě provozovat, ale firmy mohou už jen doprodat své skladové zásoby nekondenzačních plynových kotlů napojených do komína a nekondenzačních plynových kotlů v provedení turbo.
Výjimku představují kotle se jmenovitým výkonem do 10 kW, respektive kombikotle do 30 kW. V těchto případech je požadavek na minimální sezónní účinnost snížen na 75 %. Tyto kotle lze montovat jen jako náhradu stávajícího kotle, který je instalován do společného otevřeného kouřovodu.
Tento zákaz je motivován i úsporami. Kondenzační kotle jsou považovány za efektivnější zdroj vytápění než běžné plynové kotle, u nichž jsou spaliny odváděny přímo do komína. Rozdíl v normovaném stupni využití je 108 % u kondenzačního kotle proti 92 % u běžného kotle. V praxi to znamená úsporu 30 až 50 % oproti starému kotli.
Evropská i česká legislativa dále počítá i s dalším zpřísněním emisních norem. Emise plynových kotlů by měly od roku 2018 obsahovat maximálně 65 mg/m³ oxidů dusíku (NOx) a 80 mg/m³ oxidu uhelnatého (CO). Přesto je možné stále instalovat starší kotle, pokud splňují podmínku vyhovujícího stavu spalinových cest.

## Dotace
Nákup mnohem dražšího kondenzačního plynového kotle podporuje dotační program Nová zelená úsporám nebo krajské kotlíkové dotace. V některých krajích je také možné získat na výměnu kotle bezúročnou půjčku. Dá se o ni požádat na obecním úřadě. Po výměně systému vytápění se pak její část splatí právě z kotlíkových dotací.

## Jak vybrat plynový kotel
Výkon kotle musí pokrýt tepelnou ztrátu objektu. Ta je ovlivněna zateplením, kvalitou střechy, těsností oken, ale i polohou samotného domu. Z hlediska toho je třeba přesně navrhnout řešení, s tím mohou pomoci nejrůznější kalkulátory tepelných ztrát nebo odborník. Výkony kotlů pro domácnosti a menší podnikatelské prostory se pohybuje od 5 do 49,9 kW.
Protože plynové kotle umožňují také ohřev vody, je dobré se rozmyslet, jak velké množství vody bude potřeba ohřívat, a z hlediska toho vybrat. Kotel s průtokovým ohřívačem obslouží dřez, umyvadlo a vanu. Kotel s vnitřním bojlerem nebo externím zásobníkem zvládne i větší odběr teplé užitkové vody. Pro běžnou čtyřčlennou rodinu stačí zásobník na 120 – 160 litrů a pro běžný rodinný dům kotel s rozsahem výkonu 4 – 20 kW.
Výměník by měl být z nerezavějících materiálů, popřípadě z materiálů odolných vůči kyselosti. Kondenzát má totiž kyselou povahu pH.
Důležitý je i minimální výkon kotle; čím nižší je tato hodnota, tím lépe. Jsou tím omezeny časté starty kotle, tj. prodlužuje se jeho životnost a snižuje jeho spotřeba. Pokud má být kotel instalován v obytných místnostech či blízko nich, měla by být ověřena i jeho hlučnost.